# Dan Price
Daniel Joseph Price, dit Dan Price, né le 13 mai 1984 à Lansing (Michigan, est un entrepreneur et une personnalité des réseaux sociaux américaine. Il a co-fondé et fût PDG de la société de traitement des cartes de crédit Gravity Payments, dont il était l'unique actionnaire et membre du conseil d'administration en novembre 2021. Il devient célèbre en 2015 après avoir augmenté le salaire minimum des employés de son entreprise à 70 000 dollars et diminué le sien de 1,1 million à 70 000 dollars. Il est actif sur les réseaux sociaux, en particulier sur Twitter, où ses messages ont été largement partagés.
Dan Price a été accusé de plusieurs agressions physiques et sexuelles entre 2013 et 2022,,. Après avoir plaidé non coupable en mai 2022 des délits d'agression et de conduite imprudente, il démissionne de son poste de PDG de Gravity Payments le 17 août 2022.

## Jeunesse
Daniel Joseph Price naît le 13 mai 1984, à Lansing, Michigan,. Il fait partie d'une fratrie de six enfants. Il grandit à Nampa, Idaho, où il est scolarisé à la maison jusqu'à l'âge de 12 ans. Au lycée, il rejoint en tant que bassiste un groupe de punk rock chrétien appelé Straightforword. L'idée de créer une entreprise de traitement de cartes de crédit vient à Dan Price après que le propriétaire d'un café où le groupe se produit s'était plaint des frais bancaires élevés sur les paiements par carte.
Dan Price déménage par la suite à Seattle, Washington pour étudier dans une université privée chrétienne.

## Carrière
En 2004, durant ses études, Dan Price fonde Gravity Payments, avec son frère aîné Lucas Price  qui amorce le capital de l'entreprise.
En 2010, Dan Price est nommé jeune entrepreneur national SBA de l'année et est invité à la Maison Blanche pour rencontrer le président Barack Obama. Il remporte le prix GeekWire du jeune entrepreneur de l'année en 2013. Le magazine Entrepreneur l'a nommé entrepreneur de l'année 2014.
Le 13 avril 2015, il annonce au personnel de Gravity Payments, en présence de journalistes du New York Times et de NBC News, qu'il augmente le salaire minimum de son entreprise à 70 000 dollars et réduit son propre salaire de 1,1 million à 70 000 dollars,. Il applique le même salaire minimum à l'ensemble du personnel de ChargeItPro, acquise par Gravity Payments en 2019. Dan Price dit s'inspirer d'une publication de Daniel Kahneman et Angus Deaton, prix Nobel d'économie, pour son choix d'un montant de 70 000 dollars comme salaire annuel minimum.
Dan Price devient célèbre à la suite de l'annonce de l'augmentation du salaire minimum dans son entreprise, et fait de nombreuses apparitions à la télévision et en une de magazines,,,. L'annonce de l'augmentation du salaire minimum est commentée par des personnalités politiques américaines, comme Bernie Sanders et Robert Reich, ancien secrétaire au travail des États-Unis, qui la perçoivent positivement,, ou Rush Limbaugh, qui y réagit négativement. Deux employés de Gravity Payments ont démissionné en signe de protestation.
Le 24 avril 2015, moins de deux semaines après l'annonce de l'augmentation du salaire minimum, son frère Lucas porte plainte contre lui, au motif que Dan se surpaye, et le prive de ses avantages d'actionnaire minoritaire. Dan Price admet que certaines de ses déclarations à propos de Gravity Payments depuis l'augmentation du salaire minimum étaient fausses. En juillet 2016, la justice statue en faveur de Dan Price sur tous les motifs de poursuite.
En 2015, Dan Price accepte pour 500 000 dollars de publier un livre pour Viking Press à propos de la création de Gravity Payments et sur les entreprises socialement engagées. Il perd cependant ce contrat à la suite d'accusations par son ex-femme de violence conjugale. Il auto-publie son premier livre, Worth It, en avril 2020.
Dan Price démissionne de son poste de PDG de Gravity Payments le 17 août 2022 à la suite d'accusations d'agression. Tammi Kroll, directrice de l'exploitation de Gravity Payments, le remplace au poste de PDG,.

## Réseaux sociaux
Dan Price publie fréquemment sur les réseaux sociaux des critiques de tendance libéraliste américaine sur les questions socio-économiques, dont la plupart étaient rédigés par l'ancien journaliste du Seattle Times Mike Rosenberg. Certaines de ses publications ont été largement likées et partagées.
Dan Price accuse Twitter d'« occulter » son compte en juin 2021, remarquant une diminution de plus de 90 % de vues sur ses tweets et son profil d'un mois à l'autre.

## Vie privée
Dan Price vit à Seattle, Washington,. Il épouse Kristie Colón en 2005, puis divorce en 2012. 

### Démêlés judiciaires
En 2013, dans un pub de Seattle, Dan Price s'assoit à une table de personnes qu'il ne connaît pas et est invité à partir. Il agresse le gérant après que celui-ci l'a fait sortir.  Dan Price est par la suite arrêté et inculpé, mais les accusations ont ensuite été rejetées.
En octobre 2015, l'ex-femme de Dan Price, Kristie Colón, déclare dans une conférence TEDx qu'il l'a secouée, jetée, giflée, frappée et soumise au waterboarding (simulacre de noyade) alors qu'ils étaient mariés. Les représentants de Dan Price informent l'Université du Kentucky, où cette conférence a été enregistrée, qu'ils considèrent ces propos diffamatoires. L'université supprime par la suite la vidéo de la conférence de Kristie Colón, prévue à la publication en décembre, ainsi que les informations la concernant du site web de l'évènement TEDx. Dan Price nie les accusations de violence, déclarant que ces évènements n'ont jamais eu lieu. En janvier 2016, Kristie Colón publie un article de blog où elle confirme ses accusations.
À la suite d'un incident en avril 2021 dans un hôtel de Palm Springs, le département de police de Palm Springs enquête sur Dan Price pour des accusations de « viol d'une victime droguée ». Le 15 août 2022, la police de Palm Springs déclare au New York Times qu'elle a renvoyé l'affaire aux procureurs locaux.
En février 2022, Price est poursuivi pour délit d'agression, délit d'agression à motivation sexuelle et conduite imprudente à la suite des accusations d'une femme de 26 ans d'avoir tenté de l'embrasser de force et de conduite en état d'ébriété. L'avocat de Dan Price nie ces affirmations. La poursuite pour agression à motivation sexuelle est ensuite abandonnée. Dan Price plaide non coupable des deux autres chefs d'accusation le 31 mai.